# Bruna Rocha
Bruna Rocha Afonso (Santo André, 27 de dezembro de 1993) é uma cantora e compositora brasileira de música pop. Em 2010 Bruna participou do quadro de calouros Jovens Talentos, no Programa Raul Gil, e em 2013 integrou o girl group Girls.

## Carreira

### 2010–12: Início eParte de Mim
Em 2010 Bruna se inscreveu no quadro de calouros Jovens Talentos, no Programa Raul Gil, originalmente na Rede Bandeirantes e posteriormente transferido para o SBT. Em sua primeira apresentação a cantora escolheu "Ain't No Other Man", da cantora estadunidense Christina Aguilera, sendo aprovada para entrar no programa. Suas apresentações no decorrer da competição incluíram "When I Look at You" e "Goodbye", de Miley Cyrus, "Here We Go Again" e "Believe in Me", de Demi Lovato, "Beautiful", de Christina Aguilera, "You've Got a Friend", de James Taylor, "Waking Up in Vegas", de Katy Perry, e "Estranho Jeito de Amar", de Sandy & Junior. Em sua apresentação de "Because of You", de Kelly Clarkson, Bruna ganhou pela primeira vez na edição nota máxima de todos os jurados, recebendo como prêmio a gravação de um videoclipe. Bruna chegou à final do programa, onde interpretou "Você Sempre Será", de Marjorie Estiano, acabando em quinto lugar.[carece de fontes?]
Em 2011 Bruna realizou uma pequena turnê junto com outras ex-integrantes do Jovens Talentos, Mayra Novais, Tamara Angel e Natalia Bacci. Logo após participou do videoclipe "Você É o Que Eu Queria", da banda Caps Lock, onde interpretou o interesse romântico do vocalista. No final daquele ano Bruna começou a gravação de seu primeiro álbum, intitulado Parte de Mim, que veio a ser lançado apenas para download digital em seu website em 3 de março de 2012. A versão física, porém, nunca veio à ser lançada pelas dificuldade em realiza-lo de forma independente. Em 9 de setembro lança seu primeiro single em parceria com o cantor Renato Vianna, "Onde Você Está", versão de "Need You Now", da banda Lady Antebellum.

### 2013–14: Carreira com Girls

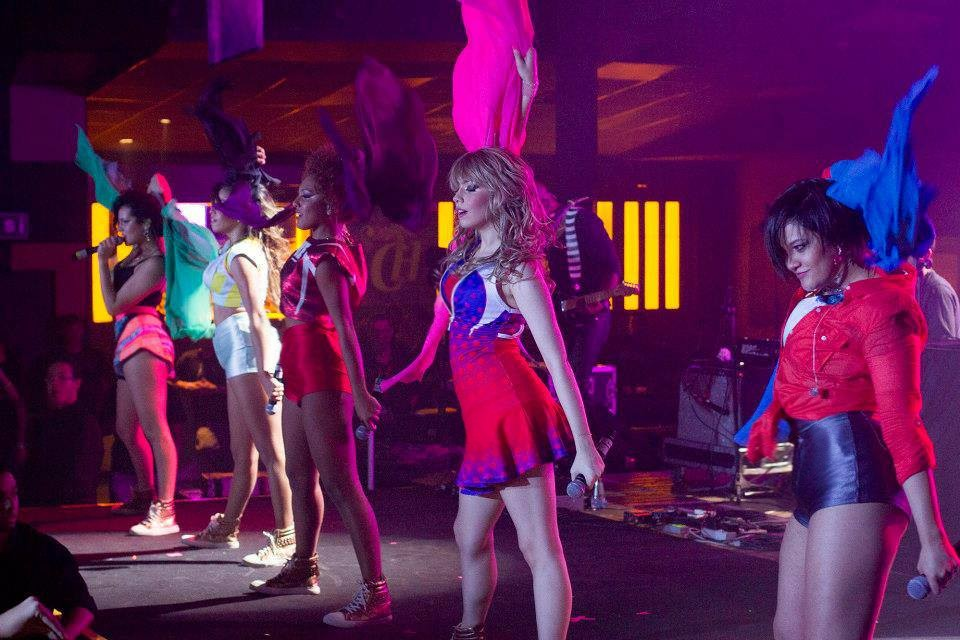
Bruna junto com as Girls em apresentação no festival No Capricho, em 2013.

Em novembro de 2012 Bruna se inscreveu para o reality show musical Fábrica de Estrelas, do Multishow, que visava encontrar meninas de 15 a 25 anos com estilos variados que cantassem e dançasse para formar uma nova girlband inspirada no Rouge. Para a inscrição ela enviou um vídeo cantando "Give Your Heart a Break", de Demi Lovato. Aprovada, Bruna seguiu para a segunda fase, onde teve que dançar "Run the World (Girls)", de Beyoncé, e realizar um teste vocal em 30 segundos, escolhendo "Lilás", de Djavan. Na terceira fase teve que aprender a cantar a inédita "Monkey See Monkey Do" em estúdio. Na quarta fase Bruna cantou "Estrada do Sol", de Tom Jobim, porém no teste corporal foi criticamente pela preparadora de elenco Fátima Toledo, que chamou-a de inexpressiva e aconselhou os jurados à elimina-la. No entanto foi optado por manter Bruna no programa. Já na quinta fase a canção escolhida foi "Os Outros", da banda Kid Abelha, sendo que na sexta foi realizado apenas um teste de vídeo. Na final do programa Bruna foi uma das vencedoras que foram escolhidas para integrar a girlband, que ganhou o nome de Girls.
Em 5 de agosto o grupo lança simultaneamente os singles,"Monkey See Monkey Do" e "Acenda a Luz" no iTunes, sendo que o lançamento nas rádios deu-se durante entrevista para o programa Pânico, da Jovem Pan. No dia 19 é lançado o single promocional, "Shake Shake". Em 3 de setembro é lançado o primeiro disco do grupo, o homônimo Girls, pela Sony Music vendendo 10 mil cópias. Em 15 de dezembro é lançado o terceiro single, "Ramón", porém o videoclipe não veio a ser gravado. Em 27 de dezembro o cantor Lorenzo Carvalho lança a faixa "Understand?", com a participação do grupo. A gravadora Sony decidiu não investir mais no grupo por falta de retorno financeiro.

### 2014–presente:Deixa Rolar
Em 6 de fevereiro de 2014 Bruna liberou seu primeiro vídeo retomando a carreira solo, um medley acústico de canções de Demi Lovato com "Skyscraper", "Give Your Heart a Break", "Neon Lights", "Made in the USA" e "Heart Attack", recebendo mais de cem mil visualizações. O vídeo ganhou visibilidade internacional quando foi noticiado na rádio KIIS-FM, a maior dos Estados Unidos, onde a radialista Tanya Rad elogiou Bruna e executou o áudio para os ouvintes. Em 17 de março, apenas dois apenas dois meses após o fim do grupo, a cantora anunciou que lançaria seu primeiro trabalho em carreira solo em anos, um extended play contendo cinco faixas. Em 20 de março o EP é enfim lançado, trazendo o título de Deixa Rolar. Segundo Bruna a rapidez para lançá-lo ocorreu exatamente para aproveitar a visibilidade que o grupo havia-lhe dado: "Quando acabou a banda, pensei: não posso ficar parada, tenho que aproveitar que estou em evidência para lançar alguma coisa e ver se as pessoas curtem". As cinco faixas foram compostas pela cantora e trazem como temática vivências pessoais, amor e festejar a vida com os amigos, tendo citado Demi Lovato e Avril Lavigne como as principais influências para a sonoridade atingida. Em 2 de maio a cantora participou do especial Estúdio Showlivre, realizando um pocket show com cinco músicas e entrevistas nos estúdios da Som Livre. Apenas em 17 de julho foi lançado o primeiro single do trabalho, a faixa-título "Deixa Rolar", que trouxe no mesmo dia um videoclipe, dirigido pela Listos Produções. Em 9 de outubro liberou uma canção inédita em seu canal, "Seu Lugar", como presente aos fãs.

## Influências
Bruna cita com suas principais influências as cantoras estadunidense Demi Lovato e Miley Cyrus, além da brasileira Sandy. Além disso outras influências incluem as bandas Lady Antebellum e NeverShoutNever!, os grupos Little Mix, Fifth Harmony, Rouge, e One Direction e as cantoras Avril Lavigne, Taylor Swift e Marjorie Estiano.

## Discografia

### Álbuns de estúdio
| Álbum        | Detalhes                                                                                |
| ------------ | --------------------------------------------------------------------------------------- |
| Parte de Mim | - Lançamento: 3 de março de 2012 - Formatos: Download digital - Gravadora: Independente |

### Extended plays(EPs)
| Álbum       | Detalhes                                                                                     |
| ----------- | -------------------------------------------------------------------------------------------- |
| Deixa Rolar | - Lançamento: 20 de março de 2014 - Formatos: EP, download digital - Gravadora: Independente |

### Singles
| Título                               | Ano  | Álbum       |
| ------------------------------------ | ---- | ----------- |
| "Onde Você Está" (com Renato Vianna) | 2012 | —           |
| "Deixa Rolar"                        | 2014 | Deixa Rolar |

### Videoclipes
| Título                   | Ano  | Diretor                      | Notas                                     |
| ------------------------ | ---- | ---------------------------- | ----------------------------------------- |
| "Você É o Que Eu Queria" | 2011 | Mauricio Eça                 | Vídeo de Caps Look; participação especial |
| "Onde Você Está"         | 2012 | Daniel Rayol e Diego Freitas |                                           |
| "Deixa Rolar"            | 2014 | Listos Produções             |                                           |

## Filmografia
| Ano  | Título              | Cargo        | Nota                      |
| ---- | ------------------- | ------------ | ------------------------- |
| 2010 | Programa Raul Gil   | Participante | Quadro: "Jovens Talentos" |
| 2013 | Fábrica de Estrelas | Participante |                           |

## Prêmios e indicações
| Ano  | Prêmio           | Categoria                   | Indicação      | Resultado | Ref.   |
| ---- | ---------------- | --------------------------- | -------------- | --------- | ------ |
| 2010 | Prêmio Vagalume  | Melhor Blog                 | Bruna Rocha BR | Venceu    | [ 47 ] |
| 2012 | Prêmio Star      | Melhor Cantora Nacional     | Ela mesma      | Indicado  | [ 48 ] |
| 2014 | Geração Z Awards | Melhor Cantora              | Ela mesma      | Venceu    | [ 49 ] |
| 2014 | Geração Z Awards | Revelação do Ano – Nacional | Ela mesma      | Indicado  | [ 49 ] |